# Paul Morris (hudebník)
Paul Morris (* 2. listopadu 1959, Santa Monica, Kalifornie, Spojené státy) je hudebník – hráč na klávesové nástroje. Hře na klavír se věnoval již od dětství a svou kariéru zahájil koncem sedmdesátých let. V roce 1989 začal spolupracovat se zpěvačkou Doro Pesch. V letech 1994 až 1997 byl členem skupiny Rainbow. Se skupinou nahrál album Stranger in Us All (je také spoluautorem písně „Black Masquerade“). V roce 2009 se stal členem skupiny Over the Rainbow.

## Diskografie

### s The Syntherchestra
- 1985 - The Syntherchestra

### s Doro Pesch
- 1990 - Doro

### s Rainbow
- 1995 - Stranger in Us All

### s Joe Lynn Turnererem
- 1998 - Hurry Up and Wait
- 1999 - Under Cover 2
- 2002 - Slam
- 2003 - JLT
- 2005 - The Usual Suspects

### s Randy Coven
- 1999 - Witch Way

### s Metalium
- 2000 - State of Triumph: Chapter Two

### s Angus Clark
- 2004 - Grace Period

### s Chris Caffery
- 2004 - The Mold EP
- 2004 - Music Man EP
- 2005 - Faces
- 2005 - W.A.R.P.E.D.
- 2007 - Pins and Needles